# Hugo Rastetter
Hugo Rastetter (* 11. Oktober 1919; † 24. Juni 1990) war ein deutscher Fußballspieler. Der Offensivspieler hat von 1947 bis 1955 für die zwei Vereine VfB Mühlburg und Karlsruher SC insgesamt 172 Spiele in der damals erstklassigen Fußball-Oberliga Süd absolviert und dabei 46 Tore erzielt. Zuvor hatte er in der Gauliga Baden bereits für Mühlburg ab 1936/37 insgesamt 76 Ligaspiele mit 44 Toren bestritten und dreimal in den Jahren 1940, 1941 und 1942 die Vizemeisterschaft erreicht.

## Laufbahn
Der im Karlsruher Stadtteil Daxlanden aufgewachsene Rastetter spielte als Jugendlicher zunächst beim DJK Daxlanden, bis ihn der Jugendleiter des VfB Mühlburg, Fritz Herzer, 1934 zum damaligen Gauligisten holte. Bereits ein Jahr später, bei einem 3:2 gegen Eintracht Frankfurt, stand Rastetter erstmals für die erste Mannschaft des Vereins auf dem Platz und erkämpfte sich bald einen Stammplatz. In der Gauliga debütierte das herausragende Talent am 27. September 1936, bei einem 2:2-Heimremis gegen den VfL Neckarau. Knapp vor seinem 17. Geburtstag erzielte er auch seinen ersten Ligatreffer – per Foulelfmeter. Mit seinen Altersgenossen Seeburger, Fischer, Rothermel und Neuhäuser sowie erfahrenen Spielern wie Moser, Schwörer, Gruber oder Rink ließ die Mannschaft in den folgenden Jahren die Lokalrivalen Phönix und KFV, die bis dahin in Karlsruhe dominiert hatten, meist hinter sich. Im Spielsystem der Mühlburger war er Spielmacher hinter vier Stürmern. Körperlich seinen Gegenspielern meist unterlegen, behielt er in Zweikämpfen dank seiner Technik häufig die Oberhand.
Vor dem Beginn des Zweiten Weltkriegs wurde er mehrfach in die Karlsruher und in die badische Auswahl berufen, und womöglich hat nur die Einberufung in die Wehrmacht eine Karriere als Nationalspieler verhindert. In der Gauauswahl von Baden debütierte Rastetter am 24. Juli 1938 bei einem Spiel gegen Niedersachsen. Baden gewann das Turnierspiel im Rahmen des Deutschen Turn- und Sportfestes mit 4:3 gegen Niedersachsen und der VfB-Spieler bildete dabei neben Fritz Hack, Kurt Langenbein, August Klingler und Karl Striebinger den Angriff von Baden. Im Wettbewerb um den Reichsbundpokal 1940/41 erzielte er in der ersten Runde, am 6. Oktober 1940 in Teplitz beim Spiel gegen das Sudetenland den 3:2-Siegtreffer in der Verlängerung, Mittelstürmer Josef Erb vom SV Waldhof zeichnete sich als zweifacher Torschütze aus. Als Baden am 3. November in Mannheim die Auswahl von Brandenburg mit 2:0 aus dem Rennen warf, bildete Rastetter mit Erb und VfB-Kollege Eugen Fischer das Innentrio der Badenauswahl. Im Halbfinale setzte sich der spätere Pokalsieger Sachsen am 9. März 1941 in Dresdener Ostragehege vor 17.000 Zuschauern aber souverän mit 7:2 gegen Baden durch. Halbstürmer Rastetter erzielte beide Treffer gegen den DSC-Torhüter Willibald Kreß für Baden. Mit Mühlburg belegte Rastetter dreimal in Serie in den Jahren 1940, 1941 und 1942 den 2. Platz in der Gauliga Baden. Seine persönlich erfolgreichste Runde erlebte er dabei 1940/41, als er in 14 Ligaspielen 16 Tore für den Vizemeister erzielte. In der Hinrunde besiegte man den späteren Meister VfL Neckarau mit 1:0 und den VfR Mannheim mit 7:0, und gegen Altmeister Karlsruher FV erzielte Rastetter beim 10:0-Erfolg am 10. November 1940 vier Tore. Neckarau gewann das entscheidende Rückrundenspiel am 2. März 1941 mit 4:1 und wurde vor Mühlburg Meister.
Als Soldat wurde er wohl 1940 nach Berlin stationiert, er spielte in den ersten Kriegsjahren für Minerva 93 und die dortige Stadtauswahl, bevor er 1942 nach Russland abkommandiert wurde.
Nach Kriegsende kehrte er im Juni 1945 zurück nach Karlsruhe und zu seinem ehemaligen Verein. Mit dem VfB Mühlburg stieg er 1946/47 als Meister der Landesliga Nordbaden in die Oberliga auf, wo sich die Mühlburger bis zur Fusion mit dem KFC Phönix zum Karlsruher SC etablierten. Das Debüt in der Oberliga Süd stand unter keinem guten Stern, Rastetter verlor mit Mühlburg das Startspiel am 7. September 1947 mit 0:3 gegen die Stuttgarter Kickers. Er hatte am Rundenende in 34 Ligaeinsätzen 12 Tore erzielt und seine Klasse auch in der Oberliga Süd unter Beweis gestellt. In seinem vierten Oberligajahr, 1950/51, spielte er nochmals eine herausragende Runde und verpasste mit dem VfB knapp auf dem 3. Rang die Meisterschaft. An der Seite von Mitspielern wie Horst Buhtz, Ernst Kunkel und Heinz Trenkel erzielte der Spielmacher in 32 Ligaeinsätzen 17 Tore. Für den KSC spielte er noch bis zum Abschluss der Saison 1954/55. Seinen letzten Oberligaeinsatz hatte Rastetter am 12. September 1954 bei einer 0:3-Auswärtsniederlage beim VfB Stuttgart. Er bildete dabei im damaligen WM-System letztmals auf Halblinks mit Oswald Traub, Wilhelm Dimmel, Antoine Kohn und Ernst Kunkel den KSC-Angriff. Trotz zum Teil langwieriger Verletzungen absolvierte Rastetter im Lauf seiner Karriere fast 600 Spiele für den VfB Mühlburg und den Karlsruher SC. Er war Ehrenmitglied und Ehrenspielführer des VfB Mühlburg und erhielt dort wie beim KSC die Große Goldene Ehrennadel.
Nach seiner aktiven Laufbahn war er ab 1956 Trainer des Kreisligisten FC Berghausen, den er bis in die 1. Amateurliga Nordbaden führte. 1966 musste er aus gesundheitlichen Gründen seine Trainertätigkeit aufgeben.
Rastetter arbeitete beim Badenwerk in Karlsruhe, er war verheiratet und hatte zwei Töchter.